# Адміністративний поділ Республіки Китай
Республіка Китай ділиться на дві провінції (省 shěng) і п'ять міст центрального підпорядкування (直轄市 zhíxiáshì). Провінції, в свою чергу, діляться на повіти (縣 xiàn) і провінційні муніципалітети (市 shì).

## Структура
| Рівень     | I                                                         | II                                                        | III                                                       | IV                            | V                  |
| ---------- | --------------------------------------------------------- | --------------------------------------------------------- | --------------------------------------------------------- | ----------------------------- | ------------------ |
| Тип поділу | Місто центрального підпорядкування (直轄市 zhíxiáshì) (6) | Місто центрального підпорядкування (直轄市 zhíxiáshì) (6) | Район (區 qū) (170)                                       | Селище або мікрорайон (里 lǐ) | Сусідство (鄰 lín) |
| Тип поділу | Провінція (省 shěng) (2)                                  | Місто провінційного підпорядкування (市 shì) (3)          | Район (區 qū) (170)                                       | Селище або мікрорайон (里 lǐ) | Сусідство (鄰 lín) |
| Тип поділу | Провінція (省 shěng) (2)                                  | Повіт (縣 xiàn) (13)                                      | Місто повітового підпорядкування (縣轄市 xiànxiáshì) (13) | Селище або мікрорайон (里 lǐ) | Сусідство (鄰 lín) |
| Тип поділу | Провінція (省 shěng) (2)                                  | Повіт (縣 xiàn) (13)                                      | Міська громада (鎮 zhèn) (39)                             | Селище або мікрорайон (里 lǐ) | Сусідство (鄰 lín) |
| Тип поділу | Провінція (省 shěng) (2)                                  | Повіт (縣 xiàn) (13)                                      | Сільська громада (鄉 xiāng) (146)                         | Село (村 cūn)                 | Сусідство (鄰 lín) |
| Разом      | 22                                                        | 22                                                        | 368                                                       | 7,830                         | 147,940            |

## Сучасний поділ

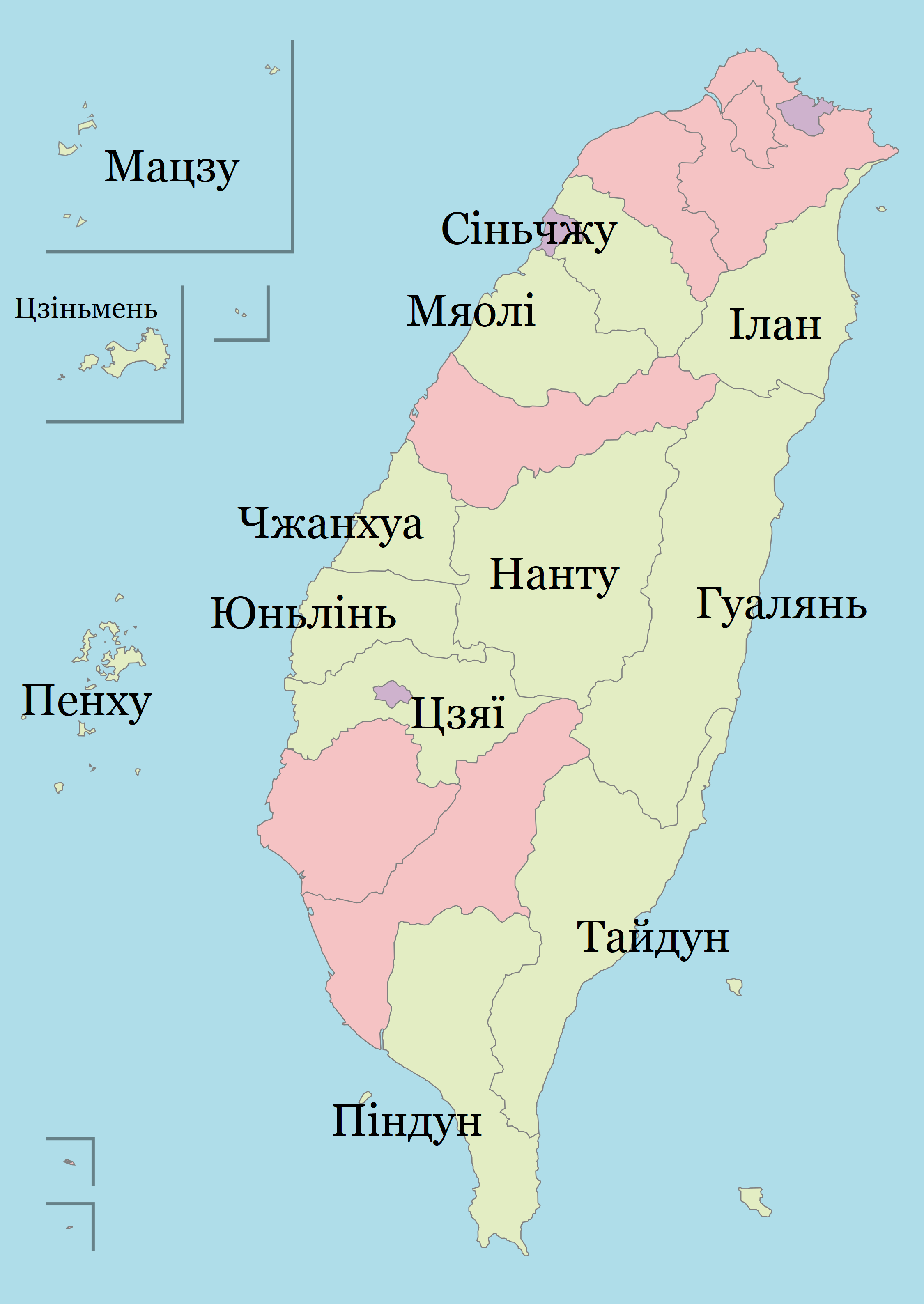
Повіти Республіки Китай

### Провінції
Провінції (кит. трад. 省, піньїнь: shěng, палл.: шен) є скоріше реліктом адміністративного поділу всього Китаю. У Китайській республіці існує дві провінції.
| Назва   | Китайська писемність | площа (км²) | населення (чол.) | Столиця         | Столиця  |
| ------- | -------------------- | ----------- | ---------------- | --------------- | -------- |
| Тайвань | 臺灣省，台灣省       | 26 330,9577 | 9 242 980        | Чжунсинсиньцунь | 中興新村 |
| Фуцзянь | 福建省               | 180,4560    | 107 308          | Цзиньчен        | 金城鎮   |

### Міста центрального підпорядкування

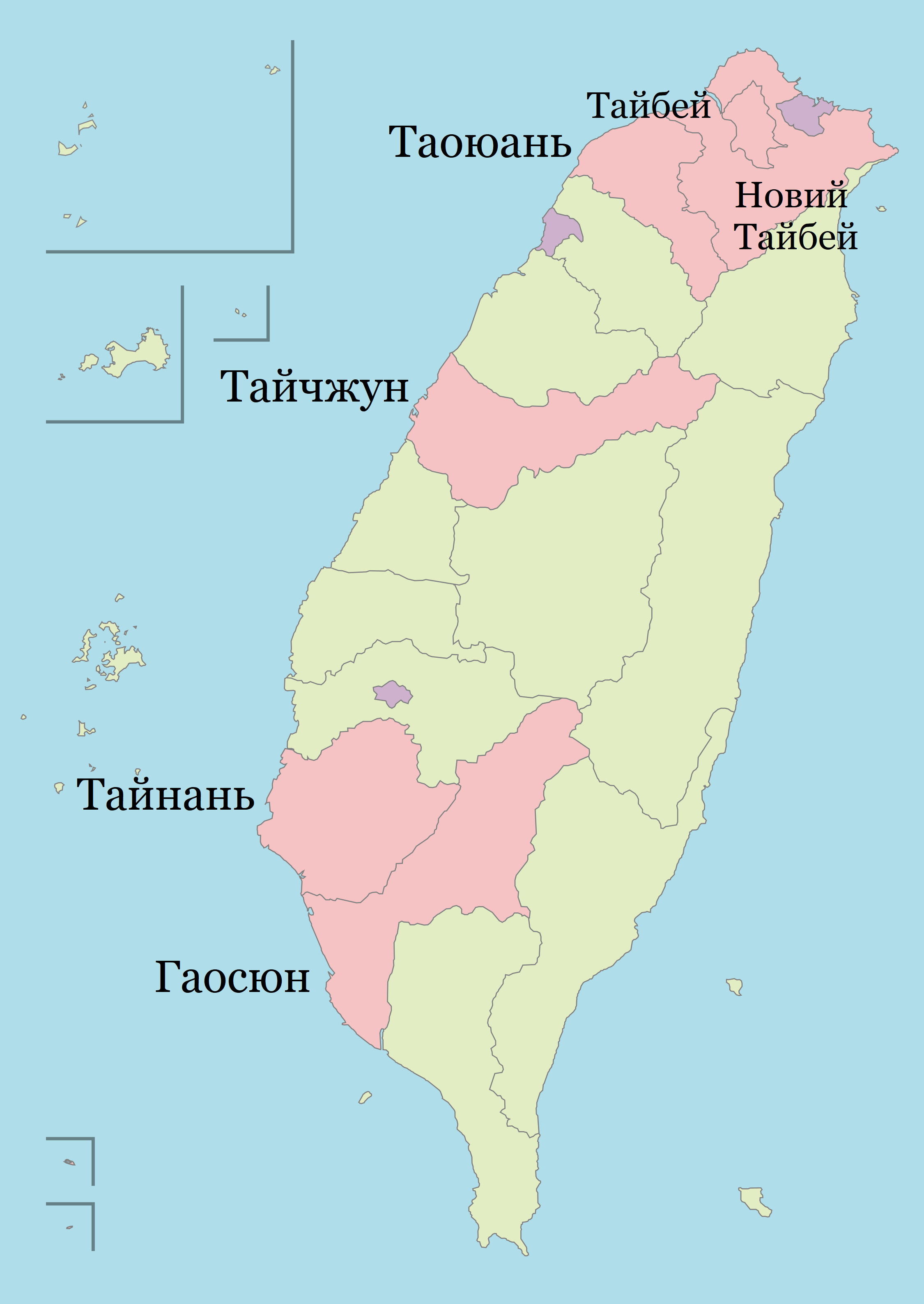
Міста центрального підпорядкування Республіки Китай

Міста центрального підпорядкування (кит. трад. 直轄市, піньїнь: zhíxiáshì, палл.: чжисяши) виділені з провінцій. У Китайській республіці існує шість міст центрального підпорядкування.
| Назва        | Китайська писемність | Прапор | площа (км²) | населення (чол.) | Дата       |
| ------------ | -------------------- | ------ | ----------- | ---------------- | ---------- |
| Гаосюн       | 高雄市               |        | 2 946,2527  | 2 769 072        | 1.1.1979   |
| Новий Тайбей | 新北市               |        | 2 052,5667  | 3 849 492        | 25.12.2010 |
| Тайбей       | 臺北市，台北市       |        | 271,7997    | 2 622 933        | 1.7.1967   |
| Тайнань      | 臺南市，台南市       |        | 2 191,6531  | 1 873 681        | 25.12.2010 |
| Тайчжун      | 臺中市，台中市       |        | 2 214,8968  | 2 629 323        | 25.12.2010 |
| Таоюань      | 桃園市               |        | 1 220,9540  | 2 092 977        | 25.12.2014 |

### Міста провінційного підпорядкування

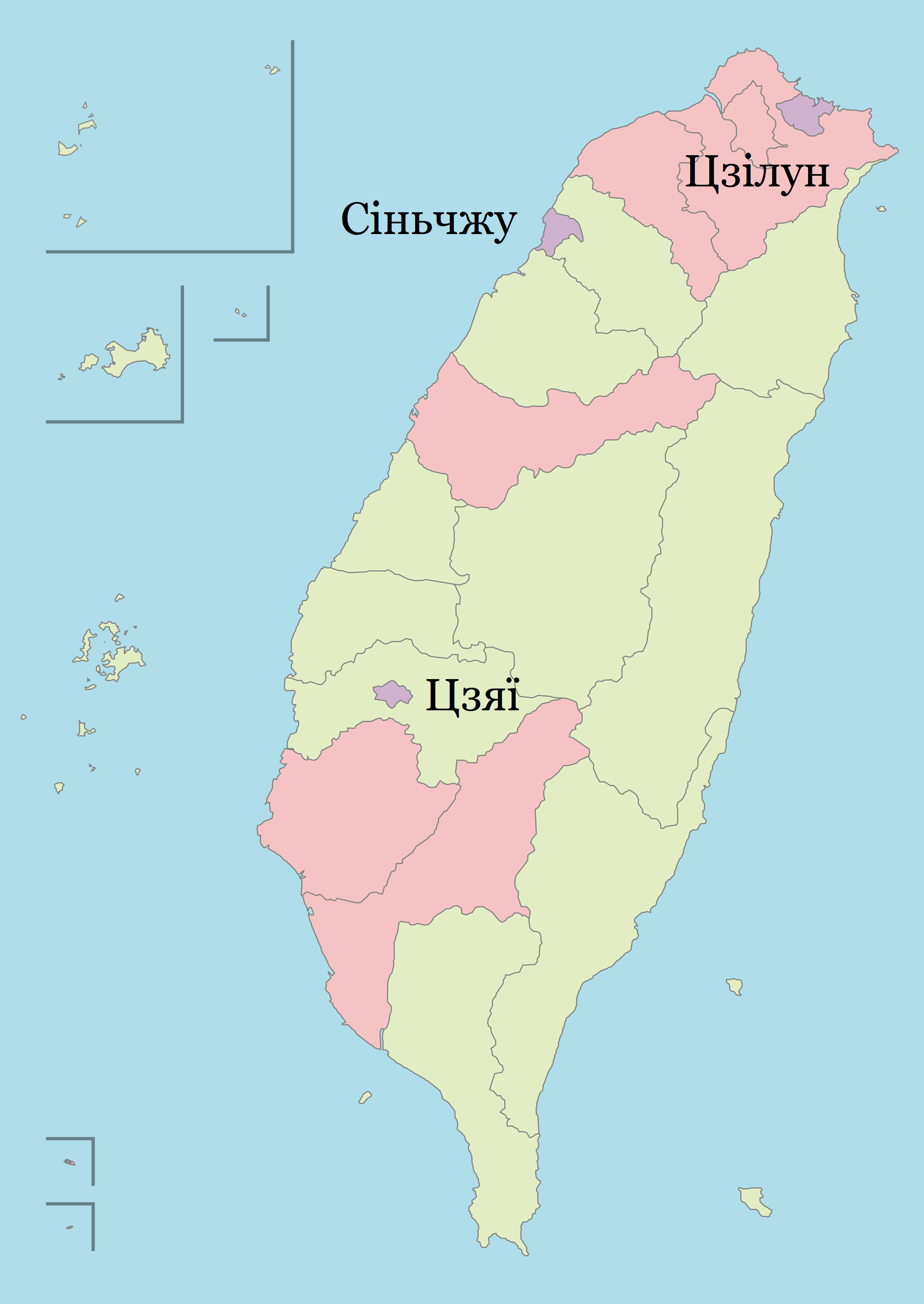
Міста провінційного підпорядкування Республіки Китай

У провінції Тайвань існує три міста провінційного підпорядкування.
| Назва   | Китайська писемність | Прапор | площа (км²) | населення (чол.) |
| ------- | -------------------- | ------ | ----------- | ---------------- |
| Синьчжу | 新竹市               |        | 104,1526    | 415 344          |
| Цзілун  | 基隆市               |        | 132,7589    | 384 134          |
| Цзяї    | 嘉義市               |        | 60,0256     | 272 390          |

### Повіти
Всього на Тайвані існують 13 повітів.
- Ілан
- Мяолі
- Наньтоу
- Піндун
- Пенху
- Синьчжу
- Тайдун
- Гуалянь
- Цзяї
- Чжанхуа
- Юньлінь
- Ляньцзян
- Цзіньмень